# US FWS Dennis Winn
El US FWS Dennis Winn fue un buque de carga estadounidense en servicio en la flota del Servicio de Pesca y Vida Silvestre de los Estados Unidos de los Estados Unidos desde 1948 hasta 1960. Frecuentemente brindaba un servicio de pasajeros y carga hacia y desde las islas Pribilof, y también transportaba pasajeros y carga hacia y entre otras comunidades y estaciones del FWS en el Territorio de Alaska. Antes de su servicio en la pesca, fue el buque de carga del ejército de los Estados Unidos U.S. Army Lt. Walter J. Will (FS-244).
Después de su servicio en el FWS, el Dennis Winn fue propiedad del Departamento de Pesca y Caza de Alaska de 1960 a 1961 y luego operó comercialmente en Alaska como MV Expansion de 1961 a 1965. Comprado por intereses franceses en 1965, operó desde entonces bajo la bandera francesa en el Océano Pacífico Sur como MV Temehani hasta que se hundió en 1982.

## Hundimiento
En noviembre de 1965, los intereses franceses adquirieron el Expansion en Seattle y posteriormente lo operaron como buque de transporte en el Océano Pacífico Sur bajo el nombre de MV Temehani. El Temehani se hundió cerca de Bora Bora en las Islas de la Sociedad en la Polinesia Francesa en 1982.